# Formuła 1 Sezon 2006
Sezon 2006 Formuły 1 – 57. sezon o Mistrzostwo Świata Formuły 1. Tytuł mistrza kierowców zdobył Fernando Alonso, a tytuł mistrza konstruktorów zdobyła ekipa Renault.

## Zmiany w sezonie 2006

### Kwalifikacje
W tym sezonie wprowadzono kompletnie nowy format. W ostatnich sezonach kierowcy przejeżdżali tylko po 1 okrążeniu pomiarowym, natomiast w tym roku będzie to dowolna ilość okrążeń.
Sesja będzie podzielona na trzy części. Na pierwsze 15 minut wyjadą wszystkie bolidy (22). Na koniec tej części odpada 6 bolidów, które zajmą pozycje od 17-22. Następnie czasy są resetowane i rozpoczyna się kolejna część 15-minutowa, gdzie odpada kolejna szóstka (pozycje 11-16). Ostatnia część trwa 15 minut i czasy znowu są resetowane, a kierowcy walczą o pozycje od 1 do 10. Ważne jest to, że w ostatniej części każdy bolid musi mieć zatankowaną ilość paliwa z jaką wystartuje do wyścigu.
Pomiędzy kolejnymi częściami będą pięciominutowe przerwy. Zmiana opon jest w trakcie sesji dozwolona.

### Silniki
Od sezonu 2006 3-litrowe silniki V10 zostały zamienione jednostkami 2,4l V8. Celem FIA przy wprowadzaniu tych jednostek była redukcja kosztów i zwiększenie bezpieczeństwa, poprzez zmniejszenie szybkości bolidów. To rozwiązanie powinno wydłużyć czas przejazdu o ok. 5 sekund na większości torów. Zespoły, które nie mogą sobie pozwolić na nowe jednostki, będą mogły używać starych (tylko jeden zespół będzie występował z takim silnikiem V10-Toro Rosso). W tym wypadku FIA określiła limit obrotów, który ma zapewnić porównywalne osiągi do V8 (na korzyść V8).

### Opony
Po kilku wpadkach związanych z przepisem zabraniającym wymiany opon w trakcie wyścigu (jedynie w przypadku uszkodzenia), FIA postanowiła przywrócić wymianę opon w sezonie 2006. Zwiększono także ilość zestawów opon przypadających na jednego kierowcę, obecnie każdy ma dostęp do: siedmiu zestawów na suchą nawierzchnię, czterech na mokrą i trzy zestawy na ekstremalną pogodę. Wybór mieszanki opon na suchą nawierzchnię musi być dokonany przez każdego kierowcę przed kwalifikacjami.

### Harmonogram wyścigów
Wprowadzono także nowy harmonogram wyścigów. Wcześniej, w sobotę odbywały się dwie sesje treningowe po 45 minut każda. W wyniku zmian zostały one połączone w jedną, godzinną sesję, która będzie się odbywać pomiędzy 11 i 12 godziną lokalnego czasu. Zmieniono także porę rozpoczęcia sesji kwalifikacyjnej, która będzie się rozpoczynała o godzinie 14 lokalnego czasu.

## Lista startowa
| Zespół                            | Konstruktor       | Samochód     | Silnik                   | Opony | Nr | Kierowcy wyścigowi   | Rundy | Kierowcy rezerwowi                                                                                            |
| --------------------------------- | ----------------- | ------------ | ------------------------ | ----- | -- | -------------------- | ----- | --- |
| Mild Seven Renault F1 Team        | Renault           | R26          | Renault RS26 2.4l V8     | M     | 1  | Fernando Alonso      | 1–18  | Heikki Kovalainen José María López                                                                            |
| Mild Seven Renault F1 Team        | Renault           | R26          | Renault RS26 2.4l V8     | M     | 2  | Giancarlo Fisichella | 1–18  | Heikki Kovalainen José María López                                                                            |
| Team McLaren Mercedes             | McLaren-Mercedes  | MP4-21       | Mercedes FO 108S 2.4l V8 | M     | 3  | Kimi Räikkönen       | 1–18  | Pedro de la Rosa Gary Paffett Lewis Hamilton                                                                  |
| Team McLaren Mercedes             | McLaren-Mercedes  | MP4-21       | Mercedes FO 108S 2.4l V8 | M     | 4  | Juan Pablo Montoya   | 1–10  | Pedro de la Rosa Gary Paffett Lewis Hamilton                                                                  |
| Team McLaren Mercedes             | McLaren-Mercedes  | MP4-21       | Mercedes FO 108S 2.4l V8 | M     | 4  | Pedro de la Rosa     | 11–18 | Pedro de la Rosa Gary Paffett Lewis Hamilton                                                                  |
| Scuderia Ferrari Marlboro         | Ferrari           | 248 F1       | Ferrari 056 2.4l V8      | B     | 5  | Michael Schumacher   | 1–18  | Luca Badoer Marc Gené                                                                                         |
| Scuderia Ferrari Marlboro         | Ferrari           | 248 F1       | Ferrari 056 2.4l V8      | B     | 6  | Felipe Massa         | 1–18  | Luca Badoer Marc Gené                                                                                         |
| Panasonic Toyota Racing           | Toyota            | TF106 TF106B | Toyota RVX-06 2.4l V8    | B     | 7  | Ralf Schumacher      | 1–18  | Olivier Panis Ricardo Zonta                                                                                   |
| Panasonic Toyota Racing           | Toyota            | TF106 TF106B | Toyota RVX-06 2.4l V8    | B     | 8  | Jarno Trulli         | 1–18  | Olivier Panis Ricardo Zonta                                                                                   |
| WilliamsF1 Team                   | Williams-Cosworth | FW28         | Cosworth CA2006 2.4l V8  | B     | 9  | Mark Webber          | 1–18  | Narain Karthikeyan Alexander Wurz                                                                             |
| WilliamsF1 Team                   | Williams-Cosworth | FW28         | Cosworth CA2006 2.4l V8  | B     | 10 | Nico Rosberg         | 1–18  | Narain Karthikeyan Alexander Wurz                                                                             |
| Lucky Strike Honda Racing F1 Team | Honda             | RA106        | Honda RA806E 2.4l V8     | M     | 11 | Rubens Barrichello   | 1–18  | Anthony Davidson James Rossiter                                                                               |
| Lucky Strike Honda Racing F1 Team | Honda             | RA106        | Honda RA806E 2.4l V8     | M     | 12 | Jenson Button        | 1–18  | Anthony Davidson James Rossiter                                                                               |
| Red Bull Racing                   | RBR-Ferrari       | RB2          | Ferrari 056 2.4l V8      | M     | 14 | David Coulthard      | 1–18  | Robert Doornbos Michael Ammermüller                                                                           |
| Red Bull Racing                   | RBR-Ferrari       | RB2          | Ferrari 056 2.4l V8      | M     | 15 | Christian Klien      | 1–15  | Robert Doornbos Michael Ammermüller                                                                           |
| Red Bull Racing                   | RBR-Ferrari       | RB2          | Ferrari 056 2.4l V8      | M     | 15 | Robert Doornbos      | 16–18 | Robert Doornbos Michael Ammermüller                                                                           |
| BMW Sauber F1 Team                | BMW               | F1.06        | BMW P86 2.4l V8          | M     | 16 | Nick Heidfeld        | 1–18  | Robert Kubica Sebastian Vettel                                                                                |
| BMW Sauber F1 Team                | BMW               | F1.06        | BMW P86 2.4l V8          | M     | 17 | Jacques Villeneuve   | 1–12  | Robert Kubica Sebastian Vettel                                                                                |
| BMW Sauber F1 Team                | BMW               | F1.06        | BMW P86 2.4l V8          | M     | 17 | Robert Kubica        | 13–18 | Robert Kubica Sebastian Vettel                                                                                |
| MF1 Racing Spyker MF1 Racing      | MF1-Toyota        | M16          | Toyota RVX-06 2.4l V8    | B     | 18 | Tiago Monteiro       | 1–18  | Fabrizio del Monte Giorgio Mondini Roman Rusinow Adrian Sutil Markus Winkelhock Alexandre Prémat Ernesto Viso |
| MF1 Racing Spyker MF1 Racing      | MF1-Toyota        | M16          | Toyota RVX-06 2.4l V8    | B     | 19 | Christijan Albers    | 1–18  | Fabrizio del Monte Giorgio Mondini Roman Rusinow Adrian Sutil Markus Winkelhock Alexandre Prémat Ernesto Viso |
| Scuderia Toro Rosso               | STR-Cosworth      | STR1         | Cosworth TJ2006 3.0l V10 | M     | 20 | Vitantonio Liuzzi    | 1–18  | Neel Jani |
| Scuderia Toro Rosso               | STR-Cosworth      | STR1         | Cosworth TJ2006 3.0l V10 | M     | 21 | Scott Speed          | 1–18  | Neel Jani |
| Super Aguri F1                    | Aguri-Honda       | SA05 SA06    | Honda RA806E 2.4l V8     | B     | 22 | Takuma Satō          | 1–18  | Franck Montagny Yūji Ide Sakon Yamamoto                                                                       |
| Super Aguri F1                    | Aguri-Honda       | SA05 SA06    | Honda RA806E 2.4l V8     | B     | 23 | Yūji Ide             | 1–4   | Franck Montagny Yūji Ide Sakon Yamamoto                                                                       |
| Super Aguri F1                    | Aguri-Honda       | SA05 SA06    | Honda RA806E 2.4l V8     | B     | 23 | Franck Montagny      | 5–11  | Franck Montagny Yūji Ide Sakon Yamamoto                                                                       |
| Super Aguri F1                    | Aguri-Honda       | SA05 SA06    | Honda RA806E 2.4l V8     | B     | 23 | Sakon Yamamoto       | 12–18 | Franck Montagny Yūji Ide Sakon Yamamoto                                                                       |
| Zespół                            | Konstruktor       | Samochód     | Silnik                   | Opony | Nr | Kierowcy wyścigowi   | Rundy | Kierowcy rezerwowi                                                                                            |

### Zmiany
- Felipe Massa został kierowcą Ferrari zastępując swojego rodaka Rubensa Barrichello.
- Mistrz serii GP2 z 2005 roku, Nico Rosberg zastąpił Antônio Pizzonię w zespole Williams.
- Zespół Honda został utworzony na bazie zespołu BAR. Jego kierowcą został Rubens Barrichello stając się kolegą zespołowym Jensona Buttona.
- Zespół BMW Sauber został utworzony przez BMW na bazie zespołu Sauber. Jego kierowcami zostali Nick Heidfeld i Jacques Villeneuve. Od GP Węgier Villeneuve'a zastąpił Robert Kubica.
- Zespół MF1 Racing został utworzony na bazie zespołu Jordan. Kierowcami teamu zostali Tiago Monteiro i Christijan Albers.
- Zespół Scuderia Toro Rosso powstał na bazie zespołu Minardi. Jego kierowcami zostali Vitantonio Liuzzi i Scott Speed.
- Został utworzony nowy zespół – Super Aguri F1. Kierowcami zespołu zostali Japończycy Takuma Satō i Yūji Ide.

## Eliminacje
|    | Oficjalna nazwa                       | Grand Prix           | Tor                                | Data            | Czas polski | Czas lokalny |
| -- | ------------------------------------- | -------------------- | ---------------------------------- | --------------- | ----------- | ------------ |
| 1  | Gulf Air Bahrain Grand Prix           | Bahrajnu             | Bahrain International Circuit      | 12 marca        | 12:30       | 14:30        |
| 2  | Petronas Malaysian Grand Prix         | Malezji              | Sepang International Circuit       | 19 marca        | 8:00        | 15:00        |
| 3  | Foster's Australian Grand Prix        | Australii            | Albert Park                        | 2 kwietnia      | 5:00        | 14:00        |
| 4  | Gran Premio di San Marino             | San Marino           | Autodromo Enzo e Dino Ferrari      | 23 kwietnia     | 14:00       | 14:00        |
| 5  | Grand Prix of Europe                  | Europy               | Nürburgring                        | 7 maja          | 14:00       | 14:00        |
| 6  | Gran Premio Telefónica de España      | Hiszpanii            | Circuit de Catalunya               | 14 maja         | 14:00       | 14:00        |
| 7  | Grand Prix de Monaco                  | Monako               | Circuit de Monaco                  | 28 maja         | 14:00       | 14:00        |
| 8  | Foster's British Grand Prix           | Wielkiej Brytanii    | Silverstone Circuit                | 11 czerwca      | 13:00       | 12:00        |
| 9  | Grand Prix du Canada                  | Kanady               | Circuit Gilles Villeneuve          | 25 czerwca      | 19:00       | 13:00        |
| 10 | United States Grand Prix              | Stanów Zjednoczonych | Indianapolis Motor Speedway        | 2 lipca         | 20:00       | 14:00        |
| 11 | Grand Prix de France                  | Francji              | Magny Cours                        | 16 lipca        | 14:00       | 14:00        |
| 12 | Grosser Mobil 1 Preis von Deutschland | Niemiec              | Hockenheimring                     | 30 lipca        | 14:00       | 14:00        |
| 13 | Magyar Nagydíj                        | Węgier               | Hungaroring                        | 6 sierpnia      | 14:00       | 14:00        |
| 14 | Petrol Ofisi Turkish Grand Prix       | Turcji               | Istanbul Autodrom Circuit          | 27 sierpnia     | 14:00       | 15:00        |
| 15 | Gran Premio d'Italia                  | Włoch                | Autodromo Nazionale di Monza       | 10 września     | 14:00       | 14:00        |
| 16 | Sinopec Chinese Grand Prix            | Chin                 | Shanghai International Circuit     | 1 października  | 8:00        | 14:00        |
| 17 | Fuji Television Japanese Grand Prix   | Japonii              | Suzuka International Racing Course | 8 października  | 7:00        | 14:00        |
| 18 | Grande Prêmio do Brasil               | Brazylii             | Interlagos                         | 22 października | 18:00       | 14:00        |
|    | Oficjalna nazwa                       | Grand Prix           | Tor                                | Data            | Czas polski | Czas lokalny |

### Zmiany
- Rundą inaugurującą sezon zostało Grand Prix Bahrajnu
- Grand Prix Australii zostało przesunięte na kwiecień i stało się trzecią rundą z powodu odbywających się w marcu w Melbourne Igrzysk Wspólnoty Narodów.
- Ostatnim wyścigiem sezonu ponownie zostało Grand Prix Brazylii. A Grand Prix Chin ponownie stało się trzecim wyścigiem od końca.
- Pierwotnie wyścig o Grand Prix Belgii miał odbyć się 17 września, jednak z powodu przedłużającej się przebudowy toru Spa-Francorchamps wyścig nie doszedł do skutku i został odwołany.

## Wyniki

### Najlepsze wyniki w Grand Prix
|    | Pole position        | Pole position    | Najszybsze okrążenie | Najszybsze okrążenie | Zwycięzca            | Zwycięzca |
| -- | -------------------- | ---------------- | -------------------- | -------------------- | -------------------- | --------- |
| 1  | Michael Schumacher   | Ferrari          | Nico Rosberg         | Williams-Cosworth    | Fernando Alonso      | Renault   |
| 2  | Giancarlo Fisichella | Renault          | Fernando Alonso      | Renault              | Giancarlo Fisichella | Renault   |
| 3  | Jenson Button        | Honda            | Kimi Räikkönen       | McLaren-Mercedes     | Fernando Alonso      | Renault   |
| 4  | Michael Schumacher   | Ferrari          | Fernando Alonso      | Renault              | Michael Schumacher   | Ferrari   |
| 5  | Fernando Alonso      | Renault          | Michael Schumacher   | Ferrari              | Michael Schumacher   | Ferrari   |
| 6  | Fernando Alonso      | Renault          | Felipe Massa         | Ferrari              | Fernando Alonso      | Renault   |
| 7  | Fernando Alonso      | Renault          | Michael Schumacher   | Ferrari              | Fernando Alonso      | Renault   |
| 8  | Fernando Alonso      | Renault          | Fernando Alonso      | Renault              | Fernando Alonso      | Renault   |
| 9  | Fernando Alonso      | Renault          | Kimi Räikkönen       | McLaren-Mercedes     | Fernando Alonso      | Renault   |
| 10 | Michael Schumacher   | Ferrari          | Michael Schumacher   | Ferrari              | Michael Schumacher   | Ferrari   |
| 11 | Michael Schumacher   | Ferrari          | Michael Schumacher   | Ferrari              | Michael Schumacher   | Ferrari   |
| 12 | Kimi Räikkönen       | McLaren-Mercedes | Michael Schumacher   | Ferrari              | Michael Schumacher   | Ferrari   |
| 13 | Kimi Räikkönen       | McLaren-Mercedes | Felipe Massa         | Ferrari              | Jenson Button        | Honda     |
| 14 | Felipe Massa         | Ferrari          | Michael Schumacher   | Ferrari              | Felipe Massa         | Ferrari   |
| 15 | Kimi Räikkönen       | McLaren-Mercedes | Kimi Räikkönen       | McLaren-Mercedes     | Michael Schumacher   | Ferrari   |
| 16 | Fernando Alonso      | Renault          | Fernando Alonso      | Renault              | Michael Schumacher   | Ferrari   |
| 17 | Felipe Massa         | Ferrari          | Fernando Alonso      | Renault              | Fernando Alonso      | Renault   |
| 18 | Felipe Massa         | Ferrari          | Michael Schumacher   | Ferrari              | Felipe Massa         | Ferrari   |

### Klasyfikacje szczegółowe

#### Kierowcy

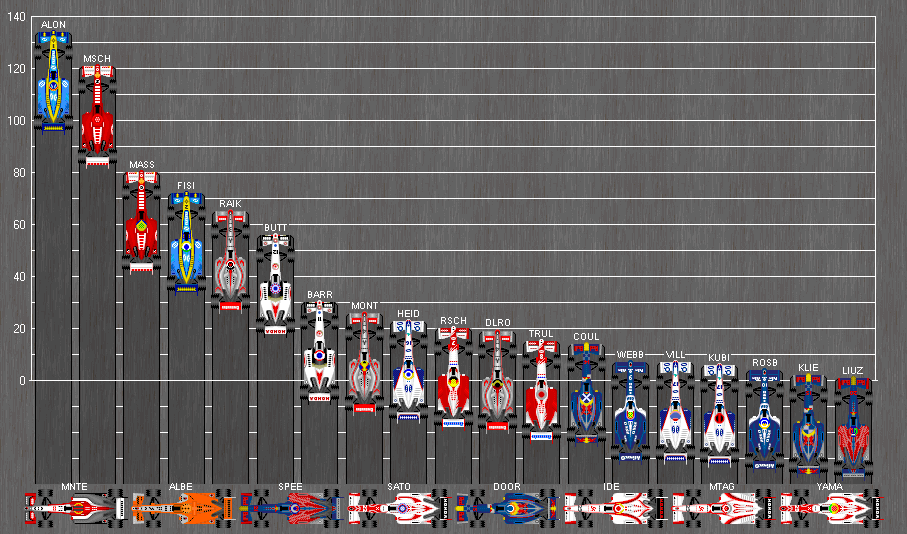
Klasyfikacja kierowców na wykresie

| Legenda oznaczeń w tabelach wyników Wyświetl szablon na nowej stronie | Legenda oznaczeń w tabelach wyników Wyświetl szablon na nowej stronie                                                                     |
| Oznaczenie                                                            | Wyjaśnienie |
| --------------------------------------------------------------------- | --- |
| Złoty                                                                 | Zwycięzca lub mistrzostwo |
| Srebrny                                                               | 2. miejsce lub wicemistrzostwo |
| Brązowy                                                               | 3. miejsce lub II wicemistrzostwo |
| Zielony                                                               | Ukończył, punktował (w klasyfikacji generalnej, gdy zdobył co najmniej jeden punkt na przestrzeni sezonu, poza trzema powyższymi opcjami) |
| Niebieski                                                             | Ukończył, nie punktował (w klasyfikacji generalnej, gdy nie zdobył co najmniej jednego punktu na przestrzeni sezonu)                      |
| Czerwony                                                              | Nie zakwalifikował się (NZ) |
| Czerwony                                                              | Nie prekwalifikował się (NPK) |
| Różowy                                                                | Nie ukończył (NU) |
| Różowy                                                                | Niesklasyfikowany (NS) (w klasyfikacji generalnej, gdy nie został sklasyfikowany w żadnym wyścigu sezonu)                                 |
| Czarny                                                                | Zdyskwalifikowany (DK) |
| Czarny                                                                | Wykluczony (WYK/EX) |
| Biały                                                                 | Nie wystartował (NW) |
| Biały                                                                 | Kontuzjowany (K/INJ) |
| Biały                                                                 | Wyścig odwołany (OD/C) |
| Bez koloru                                                            | Został wycofany (WYC/WD) |
| Bez koloru                                                            | Nie przybył (NP/DNA) |
| Bez koloru                                                            | Nie brał udziału w treningach (NT/DNP) |
| Bez koloru                                                            | Nie został zgłoszony (–) |
| Pogrubienie                                                           | Start z pole position |
| Kursywa                                                               | Najszybsze okrążenie wyścigu |
| †                                                                     | Nie ukończył, ale jego rezultat został zaliczony ze względu na przejechanie więcej niż 90% dystansu wyścigu.                              |
| *                                                                     | Sezon w trakcie |
| 1/2/3                                                                 | Punktowana pozycja w sprincie kwalifikacyjnym                                                                                             |
| Lista systemów punktacji Formuły 1                                    | |

| Poz. | Kierowca             | Konstruktor | Bahrajn | Malezja | Australia | San Marino | Unia Europejska | Hiszpania | Monako | Wielka Brytania | Kanada | Stany Zjednoczone | Francja | Niemcy | Węgry | Turcja | Włochy |    | Japonia | Brazylia | Pkt. |
| ---- | -------------------- | ----------- | ------- | ------- | --------- | ---------- | --------------- | --------- | ------ | --------------- | ------ | ----------------- | ------- | ------ | ----- | ------ | ------ | -- | ------- | -------- | ---- |
| 1    | Fernando Alonso      | Renault     | 1       | 2       | 1         | 2          | 2               | 1         | 1      | 1               | 1      | 5                 | 2       | 5      | NU    | 2      | NU     | 2  | 1       | 2        | 134  |
| 2    | Michael Schumacher   | Ferrari     | 2       | 6       | NU        | 1          | 1               | 2         | 5      | 2               | 2      | 1                 | 1       | 1      | 8†    | 3      | 1      | 1  | NU      | 4        | 121  |
| 3    | Felipe Massa         | Ferrari     | 9       | 5       | NU        | 4          | 3               | 4         | 9      | 5               | 5      | 2                 | 3       | 2      | 7     | 1      | 9      | NU | 2       | 1        | 80   |
| 4    | Giancarlo Fisichella | Renault     | NU      | 1       | 5         | 8          | 6               | 3         | 6      | 4               | 4      | 3                 | 6       | 6      | NU    | 6      | 4      | 3  | 3       | 6        | 72   |
| 5    | Kimi Räikkönen       | McLaren     | 3       | NU      | 2         | 5          | 4               | 5         | NU     | 3               | 3      | NU                | 5       | 3      | NU    | NU     | 2      | NU | 5       | 5        | 65   |
| 6    | Jenson Button        | Honda       | 4       | 3       | 10†       | 7          | NU              | 6         | 11     | NU              | 9      | NU                | NU      | 4      | 1     | 4      | 5      | 4  | 4       | 3        | 56   |
| 7    | Rubens Barrichello   | Honda       | 15      | 10      | 7         | 10         | 5               | 7         | 4      | 10              | NU     | 6                 | NU      | NU     | 4     | 8      | 6      | 6  | 12      | 7        | 30   |
| 8    | Juan Pablo Montoya   | McLaren     | 5       | 4       | NU        | 3          | NU              | NU        | 2      | 6               | NU     | NU                |         |        |       |        |        |    |         |          | 26   |
| 9    | Nick Heidfeld        | BMW Sauber  | 12      | NU      | 4         | 13         | 10              | 8         | 7      | 7               | 7      | NU                | 8       | NU     | 3     | 14     | 8      | 7  | 8       | 17†      | 23   |
| 10   | Ralf Schumacher      | Toyota      | 14      | 8       | 3         | 9          | NU              | NU        | 8      | NU              | NU     | NU                | 4       | 9      | 6     | 7      | 15     | NU | 7       | NU       | 20   |
| 11   | Pedro de la Rosa     | McLaren     |         |         |           |            |                 |           |        |                 |        |                   | 7       | NU     | 2     | 5      | NU     | 5  | 11      | 8        | 19   |
| 12   | Jarno Trulli         | Toyota      | 16      | 9       | NU        | NU         | 9               | 10        | 17†    | 11              | 6      | 4                 | NU      | 7      | 12†   | 9      | 7      | NU | 6       | NU       | 15   |
| 13   | David Coulthard      | Red Bull    | 10      | NU      | 8         | NU         | NU              | 14        | 3      | 12              | 8      | 7                 | 9       | 11     | 5     | 15†    | 12     | 9  | NU      | NU       | 14   |
| 14   | Mark Webber          | Williams    | 6       | NU      | NU        | 6          | NU              | 9         | NU     | NU              | 12     | NU                | NU      | NU     | NU    | 10     | 10     | 8  | NU      | NU       | 7    |
| 15   | Jacques Villeneuve   | BMW Sauber  | NU      | 7       | 6         | 12         | 8               | 12        | 14     | 8               | NU     | NU                | 11      | NU     |       |        |        |    |         |          | 7    |
| 16   | Robert Kubica        | BMW Sauber  |         |         |           |            |                 |           |        |                 |        |                   |         |        | DK    | 12     | 3      | 13 | 9       | 9        | 6    |
| 17   | Nico Rosberg         | Williams    | 7       | NU      | NU        | 11         | 7               | 11        | NU     | 9               | NU     | 9                 | 14      | NU     | NU    | NU     | NU     | 11 | 10      | NU       | 4    |
| 18   | Christian Klien      | Red Bull    | 8       | NU      | NU        | NU         | NU              | 13        | NU     | 14              | 11     | NU                | 12      | 8      | NU    | 11     | 11     |    |         |          | 2    |
| 19   | Vitantonio Liuzzi    | Toro Rosso  | 11      | 11      | NU        | 14         | NU              | 15†       | 10     | 13              | 13     | 8                 | 13      | 10     | NU    | NU     | 14     | 10 | 14      | 13       | 1    |
| 20   | Scott Speed          | Toro Rosso  | 13      | NU      | 9         | 15         | 11              | NU        | 13     | NU              | 10     | NU                | 10      | 12     | 11    | 13     | 13     | 14 | 18†     | 11       | 0    |
| 21   | Tiago Monteiro       | Midland     | 17      | 13      | NU        | 16         | 12              | 16        | 15     | 16              | 14     | NU                | NU      | DK     | 9     | NU     | NU     | NU | 16      | 15       | 0    |
| 22   | Christijan Albers    | Midland     | NU      | 12      | 11        | NU         | 13              | NU        | 12     | 15              | NU     | NU                | 15      | DK     | 10    | NU     | 17     | 15 | NU      | 14       | 0    |
| 23   | Takuma Satō          | Super Aguri | 18      | 14      | 12        | NU         | NU              | 17        | NU     | 17              | 15†    | NU                | NU      | NU     | 13    | NS     | 16     | DK | 15      | 10       | 0    |
| 24   | Robert Doornbos      | Red Bull    |         |         |           |            |                 |           |        |                 |        |                   |         |        |       |        |        | 12 | 13      | 12       | 0    |
| 25   | Yūji Ide             | Super Aguri | NU      | NU      | 13        | NU         |                 |           |        |                 |        |                   |         |        |       |        |        |    |         |          | 0    |
| 26   | Sakon Yamamoto       | Super Aguri |         |         |           |            |                 |           |        |                 |        |                   |         | NU     | NU    | NU     | NU     | 16 | 17      | 16       | 0    |
| 27   | Franck Montagny      | Super Aguri |         |         |           |            | NU              | NU        | 16     | 18              | NU     | NU                | 16      |        |       |        |        |    |         |          | 0    |
| Poz. | Kierowca             | Konstruktor | Bahrajn | Malezja | Australia | San Marino | Unia Europejska | Hiszpania | Monako | Wielka Brytania | Kanada | Stany Zjednoczone | Francja | Niemcy | Węgry | Turcja | Włochy |    | Japonia | Brazylia | Pkt. |

#### Konstruktorzy
| Legenda oznaczeń w tabelach wyników Wyświetl szablon na nowej stronie | Legenda oznaczeń w tabelach wyników Wyświetl szablon na nowej stronie                                                                     |
| Oznaczenie                                                            | Wyjaśnienie |
| --------------------------------------------------------------------- | --- |
| Złoty                                                                 | Zwycięzca lub mistrzostwo |
| Srebrny                                                               | 2. miejsce lub wicemistrzostwo |
| Brązowy                                                               | 3. miejsce lub II wicemistrzostwo |
| Zielony                                                               | Ukończył, punktował (w klasyfikacji generalnej, gdy zdobył co najmniej jeden punkt na przestrzeni sezonu, poza trzema powyższymi opcjami) |
| Niebieski                                                             | Ukończył, nie punktował (w klasyfikacji generalnej, gdy nie zdobył co najmniej jednego punktu na przestrzeni sezonu)                      |
| Czerwony                                                              | Nie zakwalifikował się (NZ) |
| Czerwony                                                              | Nie prekwalifikował się (NPK) |
| Różowy                                                                | Nie ukończył (NU) |
| Różowy                                                                | Niesklasyfikowany (NS) (w klasyfikacji generalnej, gdy nie został sklasyfikowany w żadnym wyścigu sezonu)                                 |
| Czarny                                                                | Zdyskwalifikowany (DK) |
| Czarny                                                                | Wykluczony (WYK/EX) |
| Biały                                                                 | Nie wystartował (NW) |
| Biały                                                                 | Kontuzjowany (K/INJ) |
| Biały                                                                 | Wyścig odwołany (OD/C) |
| Bez koloru                                                            | Został wycofany (WYC/WD) |
| Bez koloru                                                            | Nie przybył (NP/DNA) |
| Bez koloru                                                            | Nie brał udziału w treningach (NT/DNP) |
| Bez koloru                                                            | Nie został zgłoszony (–) |
| Pogrubienie                                                           | Start z pole position |
| Kursywa                                                               | Najszybsze okrążenie wyścigu |
| †                                                                     | Nie ukończył, ale jego rezultat został zaliczony ze względu na przejechanie więcej niż 90% dystansu wyścigu.                              |
| *                                                                     | Sezon w trakcie |
| 1/2/3                                                                 | Punktowana pozycja w sprincie kwalifikacyjnym                                                                                             |
| Lista systemów punktacji Formuły 1                                    | |

| Poz. | Konstruktor         | Nr | Bahrajn | Malezja | Australia | San Marino | Unia Europejska | Hiszpania | Monako | Wielka Brytania | Kanada | Stany Zjednoczone | Francja | Niemcy | Węgry | Turcja | Włochy |    | Japonia | Brazylia | Pkt. |
| ---- | ------------------- | -- | ------- | ------- | --------- | ---------- | --------------- | --------- | ------ | --------------- | ------ | ----------------- | ------- | ------ | ----- | ------ | ------ | -- | ------- | -------- | ---- |
| 1    | Renault             | 1  | 1       | 2       | 1         | 2          | 2               | 1         | 1      | 1               | 1      | 5                 | 2       | 5      | NU    | 2      | NU     | 2  | 1       | 2        | 206  |
| 1    | Renault             | 2  | NU      | 1       | 5         | 8          | 6               | 3         | 6      | 4               | 4      | 3                 | 6       | 6      | NU    | 6      | 4      | 3  | 3       | 6        | 206  |
| 2    | Ferrari             | 5  | 2       | 6       | NU        | 1          | 1               | 2         | 5      | 2               | 2      | 1                 | 1       | 1      | 8     | 3      | 1      | 1  | NU      | 4        | 201  |
| 2    | Ferrari             | 6  | 9       | 5       | NU        | 4          | 3               | 4         | 9      | 5               | 5      | 2                 | 3       | 2      | 7     | 1      | 9      | NU | 2       | 1        | 201  |
| 3    | McLaren-Mercedes    | 3  | 3       | NU      | 2         | 5          | 4               | 5         | NU     | 3               | 3      | NU                | 5       | 3      | NU    | NU     | 2      | NU | 5       | 5        | 110  |
| 3    | McLaren-Mercedes    | 4  | 5       | 4       | NU        | 3          | NU              | NU        | 2      | 6               | NU     | NU                | 7       | NU     | 2     | 5      | NU     | 5  | 11      | 8        | 110  |
| 4    | Honda               | 11 | 15      | 10      | 7         | 10         | 5               | 7         | 4      | 10              | NU     | 6                 | NU      | NU     | 4     | 8      | 6      | 6  | 12      | 7        | 86   |
| 4    | Honda               | 12 | 4       | 3       | 10        | 7          | NU              | 6         | 11     | NU              | 9      | NU                | NU      | 4      | 1     | 4      | 5      | 4  | 4       | 3        | 86   |
| 5    | BMW Sauber          | 16 | 12      | NU      | 4         | 13         | 10              | 8         | 7      | 7               | 7      | NU                | 8       | NU     | 3     | 14     | 8      | 7  | 8       | 17       | 36   |
| 5    | BMW Sauber          | 17 | NU      | 7       | 6         | 12         | 8               | 12        | 14     | 8               | NU     | NU                | 11      | NU     | DK    | 12     | 3      | 13 | 9       | 9        | 36   |
| 6    | Toyota              | 7  | 14      | 8       | 3         | 9          | NU              | NU        | 8      | NU              | NU     | NU                | 4       | 9      | 6     | 7      | 15     | NU | 7       | NU       | 35   |
| 6    | Toyota              | 8  | 16      | 9       | NU        | NU         | 9               | 10        | 17     | 11              | 6      | 4                 | NU      | 7      | 12    | 9      | 7      | NU | 6       | NU       | 35   |
| 7    | Red Bull-Ferrari    | 14 | 10      | NU      | 8         | NU         | NU              | 14        | 3      | 12              | 8      | 7                 | 9       | 11     | 5     | 15     | 12     | 9  | NU      | NU       | 16   |
| 7    | Red Bull-Ferrari    | 15 | 8       | NU      | NU        | NU         | NU              | 13        | NU     | 14              | 11     | NU                | 12      | 8      | NU    | 11     | 11     | 12 | 13      | 12       | 16   |
| 8    | Williams-Cosworth   | 9  | 6       | NU      | NU        | 6          | NU              | 9         | NU     | NU              | 12     | NU                | NU      | NU     | NU    | 10     | 10     | 8  | NU      | NU       | 11   |
| 8    | Williams-Cosworth   | 10 | 7       | NU      | NU        | 11         | 7               | 11        | NU     | 9               | NU     | 9                 | 14      | NU     | NU    | NU     | NU     | 11 | 10      | NU       | 11   |
| 9    | Toro Rosso-Cosworth | 20 | 11      | 11      | NU        | 14         | NU              | 15        | 10     | 13              | 13     | 8                 | 13      | 10     | NU    | NU     | 14     | 10 | 14      | 13       | 1    |
| 9    | Toro Rosso-Cosworth | 21 | 13      | NU      | 9         | 15         | 11              | NU        | 13     | NU              | 10     | NU                | 10      | 12     | 11    | 13     | 13     | 14 | 18      | 11       | 1    |
| 10   | Midland-Toyota      | 18 | 17      | 13      | NU        | 16         | 12              | 16        | 15     | 16              | 14     | NU                | NU      | DK     | 9     | NU     | NU     | NU | 16      | 15       | 0    |
| 10   | Midland-Toyota      | 19 | NU      | 12      | 11        | NU         | 13              | NU        | 12     | 15              | NU     | NU                | 15      | DK     | 10    | NU     | 17     | 15 | NU      | 14       | 0    |
| 11   | Super Aguri-Honda   | 22 | 18      | 14      | 12        | NU         | NU              | 17        | NU     | 17              | 15     | NU                | NU      | NU     | 13    | NS     | 16     | DK | 15      | 10       | 0    |
| 11   | Super Aguri-Honda   | 23 | NU      | NU      | 13        | NU         | NU              | NU        | 16     | 18              | NU     | NU                | 16      | NU     | NU    | NU     | NU     | 16 | 17      | 16       | 0    |
| Poz. | Konstruktor         | Nr | Bahrajn | Malezja | Australia | San Marino | Unia Europejska | Hiszpania | Monako | Wielka Brytania | Kanada | Stany Zjednoczone | Francja | Niemcy | Węgry | Turcja | Włochy |    | Japonia | Brazylia | Pkt. |